# Beautiful People (Chris Brown)
Beautiful People is een nummer van de Amerikaanse zanger Chris Brown, in samenwerking met Benny Benassi. Het nummer werd uitgebracht op 11 maart 2011 door het platenlabel Sony Music. Het nummer behaalde de vierde positie in de UK Singles Chart.

## Hitnoteringen

### Nederlandse Top 40
| Hitnotering: 30-04-2011 t/m 11-06-2011 | Hitnotering: 30-04-2011 t/m 11-06-2011 | Hitnotering: 30-04-2011 t/m 11-06-2011 | Hitnotering: 30-04-2011 t/m 11-06-2011 | Hitnotering: 30-04-2011 t/m 11-06-2011 | Hitnotering: 30-04-2011 t/m 11-06-2011 | Hitnotering: 30-04-2011 t/m 11-06-2011 | Hitnotering: 30-04-2011 t/m 11-06-2011 | Hitnotering: 30-04-2011 t/m 11-06-2011 |
| Week:                                  | 1                                      | 2                                      | 3                                      | 4                                      | 5                                      | 6                                      | 7                                      |                                        |
| -------------------------------------- | -------------------------------------- | -------------------------------------- | -------------------------------------- | -------------------------------------- | -------------------------------------- | -------------------------------------- | -------------------------------------- | -------------------------------------- |
| Positie:                               | 34                                     | 31                                     | 30                                     | 35                                     | 34                                     | 40                                     | 40                                     | uit                                    |

### NederlandseSingle Top 100
| Hitnotering: (Week 1 t/m 17) 23-04-2011 t/m 13-08-2011 Hitnotering: (Week 18 t/m 20) 01-10-2011 t/m 15-10-2011 | Hitnotering: (Week 1 t/m 17) 23-04-2011 t/m 13-08-2011 Hitnotering: (Week 18 t/m 20) 01-10-2011 t/m 15-10-2011 | Hitnotering: (Week 1 t/m 17) 23-04-2011 t/m 13-08-2011 Hitnotering: (Week 18 t/m 20) 01-10-2011 t/m 15-10-2011 | Hitnotering: (Week 1 t/m 17) 23-04-2011 t/m 13-08-2011 Hitnotering: (Week 18 t/m 20) 01-10-2011 t/m 15-10-2011 | Hitnotering: (Week 1 t/m 17) 23-04-2011 t/m 13-08-2011 Hitnotering: (Week 18 t/m 20) 01-10-2011 t/m 15-10-2011 | Hitnotering: (Week 1 t/m 17) 23-04-2011 t/m 13-08-2011 Hitnotering: (Week 18 t/m 20) 01-10-2011 t/m 15-10-2011 | Hitnotering: (Week 1 t/m 17) 23-04-2011 t/m 13-08-2011 Hitnotering: (Week 18 t/m 20) 01-10-2011 t/m 15-10-2011 | Hitnotering: (Week 1 t/m 17) 23-04-2011 t/m 13-08-2011 Hitnotering: (Week 18 t/m 20) 01-10-2011 t/m 15-10-2011 | Hitnotering: (Week 1 t/m 17) 23-04-2011 t/m 13-08-2011 Hitnotering: (Week 18 t/m 20) 01-10-2011 t/m 15-10-2011 | Hitnotering: (Week 1 t/m 17) 23-04-2011 t/m 13-08-2011 Hitnotering: (Week 18 t/m 20) 01-10-2011 t/m 15-10-2011 | Hitnotering: (Week 1 t/m 17) 23-04-2011 t/m 13-08-2011 Hitnotering: (Week 18 t/m 20) 01-10-2011 t/m 15-10-2011 | Hitnotering: (Week 1 t/m 17) 23-04-2011 t/m 13-08-2011 Hitnotering: (Week 18 t/m 20) 01-10-2011 t/m 15-10-2011 | Hitnotering: (Week 1 t/m 17) 23-04-2011 t/m 13-08-2011 Hitnotering: (Week 18 t/m 20) 01-10-2011 t/m 15-10-2011 | Hitnotering: (Week 1 t/m 17) 23-04-2011 t/m 13-08-2011 Hitnotering: (Week 18 t/m 20) 01-10-2011 t/m 15-10-2011 | Hitnotering: (Week 1 t/m 17) 23-04-2011 t/m 13-08-2011 Hitnotering: (Week 18 t/m 20) 01-10-2011 t/m 15-10-2011 | Hitnotering: (Week 1 t/m 17) 23-04-2011 t/m 13-08-2011 Hitnotering: (Week 18 t/m 20) 01-10-2011 t/m 15-10-2011 | Hitnotering: (Week 1 t/m 17) 23-04-2011 t/m 13-08-2011 Hitnotering: (Week 18 t/m 20) 01-10-2011 t/m 15-10-2011 | Hitnotering: (Week 1 t/m 17) 23-04-2011 t/m 13-08-2011 Hitnotering: (Week 18 t/m 20) 01-10-2011 t/m 15-10-2011 | Hitnotering: (Week 1 t/m 17) 23-04-2011 t/m 13-08-2011 Hitnotering: (Week 18 t/m 20) 01-10-2011 t/m 15-10-2011 | Hitnotering: (Week 1 t/m 17) 23-04-2011 t/m 13-08-2011 Hitnotering: (Week 18 t/m 20) 01-10-2011 t/m 15-10-2011 | Hitnotering: (Week 1 t/m 17) 23-04-2011 t/m 13-08-2011 Hitnotering: (Week 18 t/m 20) 01-10-2011 t/m 15-10-2011 | Hitnotering: (Week 1 t/m 17) 23-04-2011 t/m 13-08-2011 Hitnotering: (Week 18 t/m 20) 01-10-2011 t/m 15-10-2011 | Hitnotering: (Week 1 t/m 17) 23-04-2011 t/m 13-08-2011 Hitnotering: (Week 18 t/m 20) 01-10-2011 t/m 15-10-2011 |
| Week: | 1 | 2 | 3 | 4 | 5 | 6 | 7 | 8 | 9 | 10 | 11 | 12 | 13 | 14 | 15 | 16 | 17 | | 18 | 19 | 20 | |
| --- | --- | --- | --- | --- | --- | --- | --- | --- | --- | --- | --- | --- | --- | --- | --- | --- | --- | --- | --- | --- | --- | --- |
| Positie: | 42 | 28 | 25 | 36 | 38 | 28 | 25 | 28 | 36 | 33 | 49 | 54 | 50 | 57 | 69 | 68 | 76 | uit | 86 | 97 | 88 | uit |

### VlaamseUltratop 50
| Hitnotering: 07-05-2011 t/m 17-09-2011 | Hitnotering: 07-05-2011 t/m 17-09-2011 | Hitnotering: 07-05-2011 t/m 17-09-2011 | Hitnotering: 07-05-2011 t/m 17-09-2011 | Hitnotering: 07-05-2011 t/m 17-09-2011 | Hitnotering: 07-05-2011 t/m 17-09-2011 | Hitnotering: 07-05-2011 t/m 17-09-2011 | Hitnotering: 07-05-2011 t/m 17-09-2011 | Hitnotering: 07-05-2011 t/m 17-09-2011 | Hitnotering: 07-05-2011 t/m 17-09-2011 | Hitnotering: 07-05-2011 t/m 17-09-2011 | Hitnotering: 07-05-2011 t/m 17-09-2011 | Hitnotering: 07-05-2011 t/m 17-09-2011 | Hitnotering: 07-05-2011 t/m 17-09-2011 | Hitnotering: 07-05-2011 t/m 17-09-2011 | Hitnotering: 07-05-2011 t/m 17-09-2011 | Hitnotering: 07-05-2011 t/m 17-09-2011 | Hitnotering: 07-05-2011 t/m 17-09-2011 | Hitnotering: 07-05-2011 t/m 17-09-2011 | Hitnotering: 07-05-2011 t/m 17-09-2011 | Hitnotering: 07-05-2011 t/m 17-09-2011 | Hitnotering: 07-05-2011 t/m 17-09-2011 |
| Week:                                  | 1                                      | 2                                      | 3                                      | 4                                      | 5                                      | 6                                      | 7                                      | 8                                      | 9                                      | 10                                     | 11                                     | 12                                     | 13                                     | 14                                     | 15                                     | 16                                     | 17                                     | 18                                     | 19                                     | 20                                     |                                        |
| -------------------------------------- | -------------------------------------- | -------------------------------------- | -------------------------------------- | -------------------------------------- | -------------------------------------- | -------------------------------------- | -------------------------------------- | -------------------------------------- | -------------------------------------- | -------------------------------------- | -------------------------------------- | -------------------------------------- | -------------------------------------- | -------------------------------------- | -------------------------------------- | -------------------------------------- | -------------------------------------- | -------------------------------------- | -------------------------------------- | -------------------------------------- | -------------------------------------- |
| Positie:                               | 50                                     | 48                                     | 41                                     | 38                                     | 25                                     | 26                                     | 20                                     | 19                                     | 19                                     | 27                                     | 28                                     | 26                                     | 30                                     | 21                                     | 33                                     | 35                                     | 44                                     | 43                                     | 45                                     | 49                                     | uit                                    |